# Bude (Cornwall)
Bude (Cornisch: Porthbud) is een plaats in het Engelse graafschap Cornwall. De plaats telt 9242 inwoners.

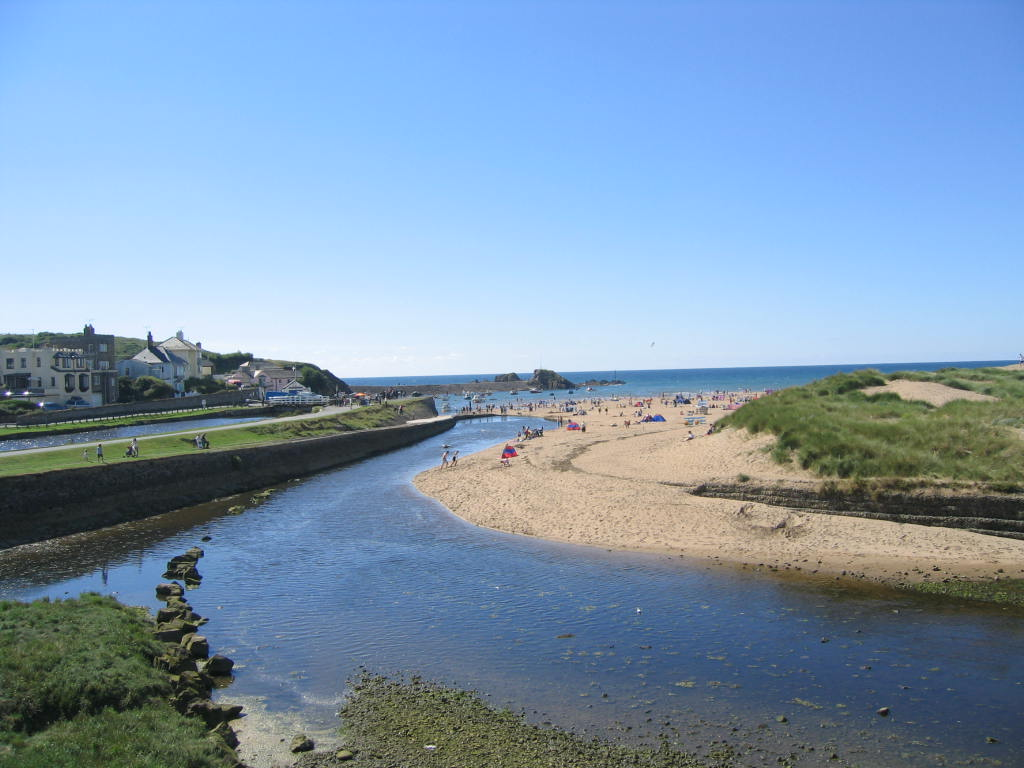
Strand van Bude

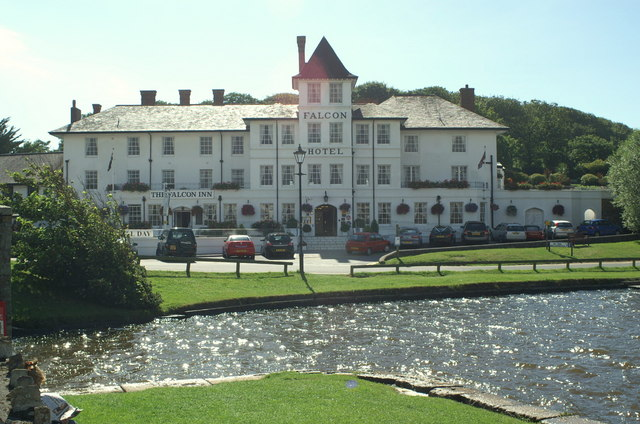
Falcon Hotel